# 이동섭 (배드민턴 선수)
이동섭(1971년 4월 4일~)은 대한민국의 장애인 배드민턴 선수로, 2020년 하계 패럴림픽 남자 복식에서 은메달을 획득했다.